# Гай Беллиций Наталис Тебаниан
Гай Беллиций Наталис Тебаниан (лат. Gaius Bellicius Natalis Tebanianus) — римский политический деятель.
Его отцом, по всей видимости, был консул-суффект 68 года Гай Беллиций Наталис. В 87 году Тебаниан занимал должность консула-суффекта вместе с Гаем Дуцением Прокулом.
На его саркофаге, найденном в Пизе, присутствует надпись XVvir Flavialium («квиндецемвир Флавиалов»). Однако такой должности не было. Надпись, по одной версии, указывает на коллегию жрецов Флавиалов (лат. Sodales Flaviales), которая состояла из пятнадцати членов. По другой, Тебаниан входил в состав двух коллегий — квиндецемвиров священнодействий и жрецов Флавиалов, а надпись является ошибкой резчика, по-видимому, не разбиравшегося в жреческих коллегиях.
Его сыновьями были консулы Беллиций Тебаниан и Гай Беллиций Флакк Торкват Тебаниан.